# Daniela De Carli
Daniela De Carli é uma cantora, atriz e bailarina brasileira, nascida em Caxias do Sul.

## Biografia
A tradição da música vem de longa data em sua família. Seu tataravô Francesco Garziera era maestro e organista em Pádua, o bisavô Giuseppe Sciessere era violinista, sua avó Lydia tocava bandolim e a mãe, Ivete Toniazzi De Carli, é pianista e maestrina. Iniciou seus estudos com cinco anos de idade, optando inicialmente pelo ballet clássico. Fez estudos superiores de música e canto lírico na Universidade Federal do Rio Grande do Sul (Porto Alegre) e na Universidade Livre de Música (São Paulo), onde teve aulas com o baixo-barítono Carmo Barbosa. Fez vários cursos de aperfeiçoamento e master classes no Brasil e exterior com professores como José van Dam e Frederica von Stade. Em São Paulo mergulhou mais no ballet, incluindo dança contemporânea, sapateado e flamenco, estudando nas escolas do Ballet Stagium e do Balé da Cidade de São Paulo, paralelamente fazendo cursos de interpretação dramática com Peter Brook, Alain Maratrat e Fátima Toledo. Sua qualificação permitiu que fosse contratada em regime estável pelo Teatro Municipal de São Paulo, integrando o Coral Lírico e o Coral Paulistano, onde permaneceu por mais de dez anos.
Tem se apresentado em numerosos concertos e musicais no Brasil e no exterior. No seu currículo se destacam a participação nos musicais Cabaret e Mulheres de Holanda, na aplaudida montagem da peça Sonho de uma Noite de Verão pelo Teatro do Ornitorrinco, sob a direção de Cacá Rosset, estreada no New York Shakespeare Festival em Nova Iorque, depois reencenada no México e no Brasil (1991-1992), atuando como bailarina, cantora e atriz, recebendo apreciações positivas em grandes veículos (New York Times, Variety, Folha de S.Paulo e O Estado de São Paulo); na primeira montagem em São Paulo da ópera Pelléas et Mélisande, de Claude Debussy, desempenhou o papel de Mélisande, com excelente repercussão crítica (1996); no concerto do 15º aniversário do Centro Cultural São Paulo cantou ao lado de Edson Cordeiro (1997), foi a protagonista na encenação da ópera Cavalleria Rusticana, de Pietro Mascagni, na inauguração do circuito operístico em Ribeirão Preto (2000);
cantou no lançamento do livro A Ópera Italiana após 1870, de Lauro Machado Coelho, no Teatro Municipal de São Paulo (2002), nas comemorações dos 91 anos do Teatro Municipal de São Paulo (2002); cantou ao lado de Agnaldo Rayol e outros solistas no Concerto de Natal PanAmericano, realizado ao ar livre na Avenida Paulista (2006); foi a solista vocal da Homenagem a Astor Piazzola e da Noite dos Astros Americanos, concertos organizados em Florença pela celebrada Orchestra da Camera Fiorentina (2013), interpretando Enio Morricone, George Gershwin, Leonard Bernstein e Astor Piazzolla, e foi a solista da abertura das comemorações oficiais dos 140 anos de Caxias do Sul (2015).
Já atuou sob a direção de Dinah Perry, José Possi Neto e Daniela Thomas, montou por algum tempo um conjunto para acompanhá-la, o Jazz Trio, gravou trilhas sonoras para cinema e publicidade, gravou a música de abertura (O Céu do Dia em que Nascemos) do longa metragem Corpos Celestes (2011), que recebeu o prêmio de Melhor Trilha no 5º Festival de Goiânia, e gravou o CD Coletivo de Sérvulo Augusto, cantando ao lado de Elza Soares, Jane Duboc, Antônio Nóbrega, Mônica Salmaso e Marlui Miranda, entre outros. Na sua discografia solo estão o CD duplo Atmosferas (vol. I, música erudita, vol. II, MPB e World Music), e o CD Mezzo-Soprano, que faz um resumo de sua carreira.
Sua voz é mezzo soprano na classificação padrão, mas segundo o jornalista, compositor e pesquisador Assis Ângelo, o seu alcance é "surpreendente", comparando-a a estrelas do canto nacional como Marisa Monte, Virgínia Rodrigues, Mônica Salmaso e Maria Lúcia Godoy, que têm, como ela, uma voz incomumente flexível e a facilidade de transitar entre os gêneros eruditos e populares. O produtor, músico e maestro Ruriá Duprat disse que "Daniela De Carli é uma daquelas cantoras holísticas raras de se encontrar. Dona de uma técnica invejável, ela voa pelo erudito com a mesma desenvoltura com que percorre o popular". Tiago Flores, regente e diretor artístico da Orquestra de Câmara da ULBRA, declarou seu entusiasmo após ouvir seu CD Mezzo-Soprano e referiu-se a ela como uma "intérprete madura. Sua performance nos diversos gêneros musicais mostra conhecimento, paixão, técnica e versatilidade". Como intérprete de Mendelssohn e Villa Lobos foi elogiada pelo maestro e compositor norte-americano Alfred Heller na revista Private Label como "uma digna sucessora de Bidú Sayão".